# مارکوس سوارس
مارکوس سوارس (پرتغالی: Marcos Soares؛ زادهٔ ۱۶ فوریه ۱۹۶۱) قایقران قایق بادبانی اهل برزیل بود.